# 農村公園
25°01′49″N 121°28′14″E / 25.030404°N 121.47066°E

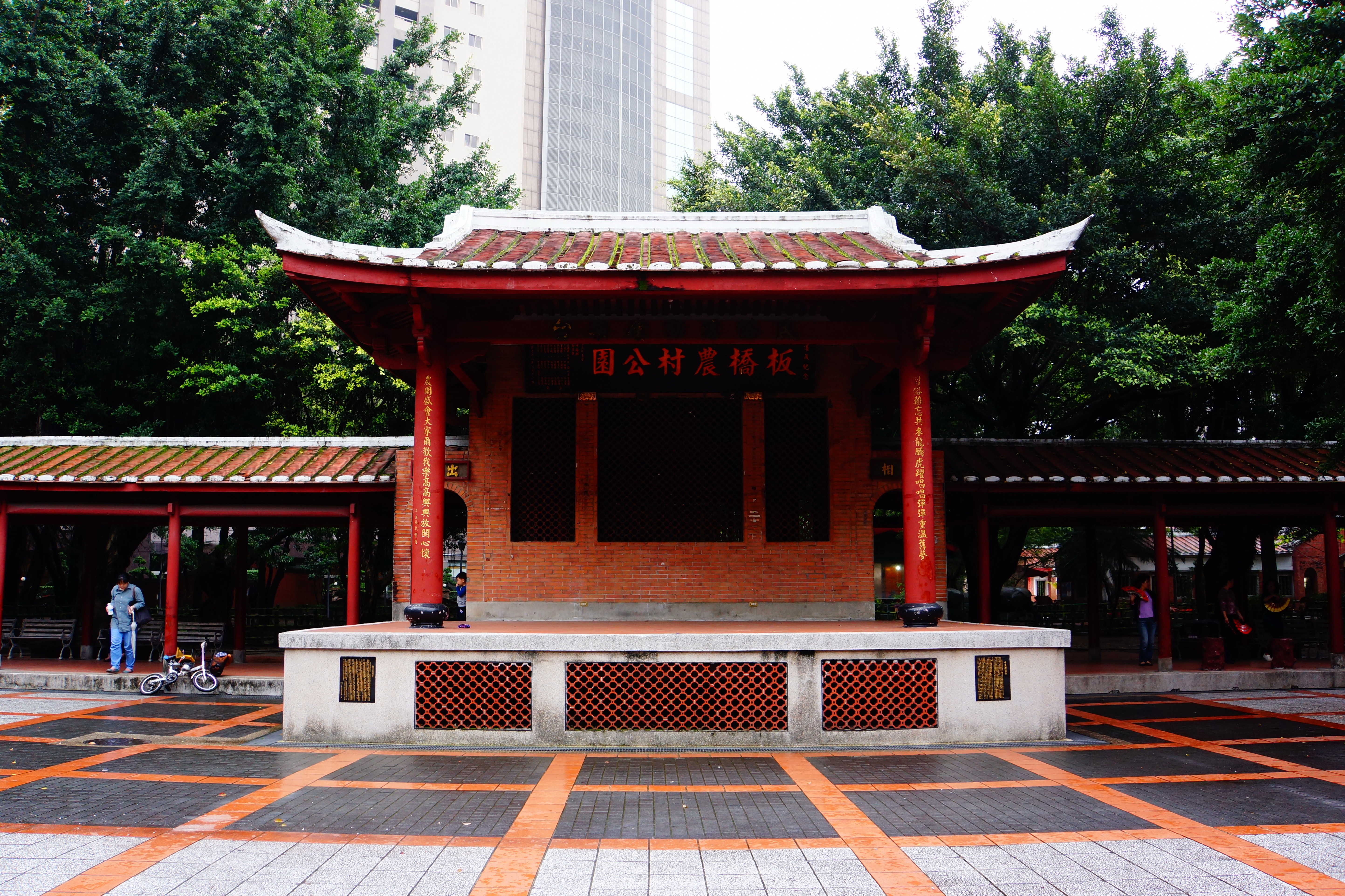
農村公園戲台廣場（正對潮和宮）

農村公園，位於新北市板橋區文化路與雙十路交叉口，鄰近捷運江子翠站，為全國第一座以農村造景為主的休閒公園。

板橋農會於民國78年所闢建，佔地有8447平方公尺。入口位於吳鳳路50巷，與潮和宮相對。與毗鄰的石雕公園面積合計超過三公頃，構成板橋市區中難得的綠地。

## 特色

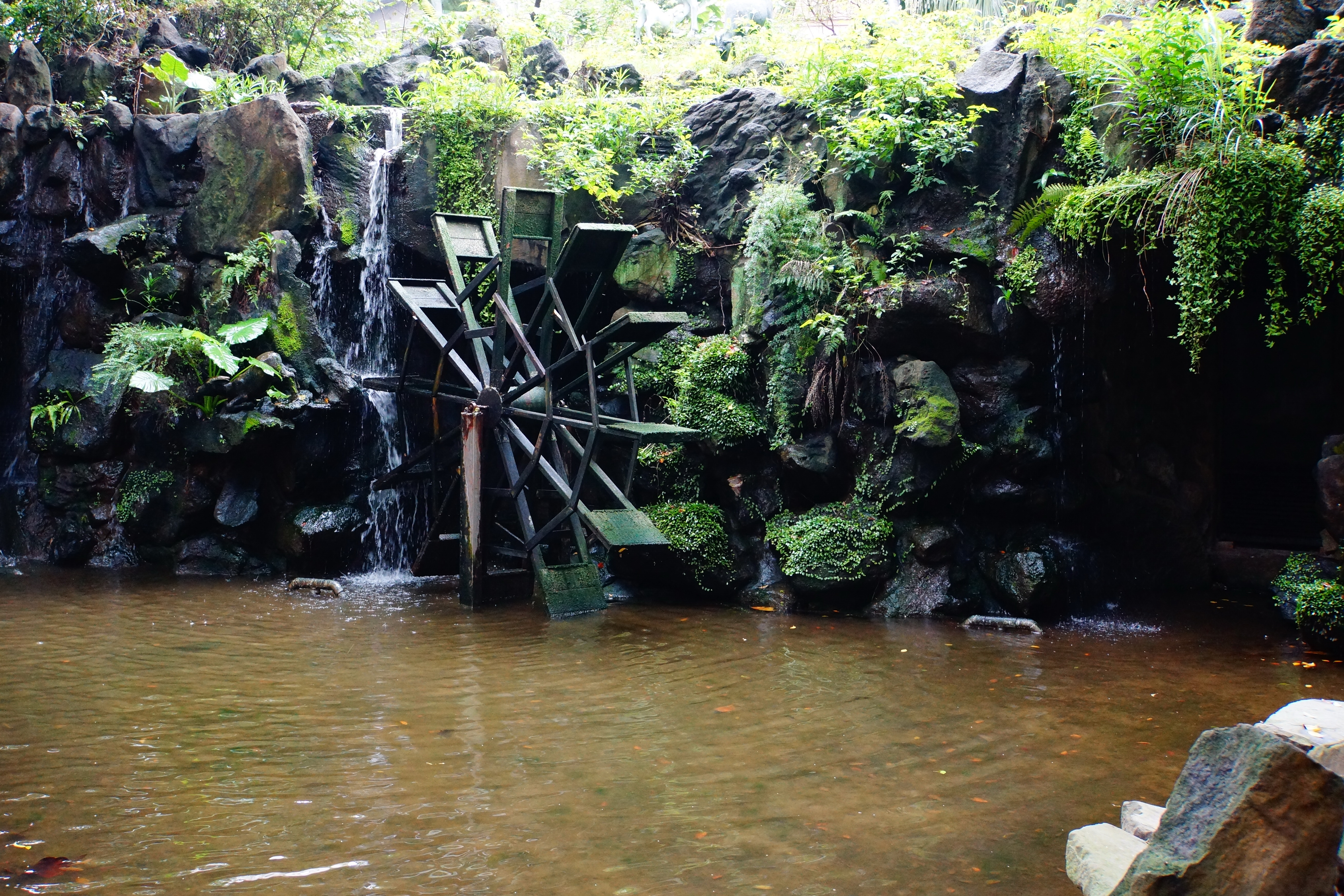
農村公園水車

是全台灣第一個農村造景的休閒公園。茂密的樹林間，有水牛、牧童與鴨、鵝的塑像漫步其間。公園內最具特色的建築就是林蔭環繞之中的仿古三合院，走進一看，三合院裡的擺設重現當年板橋農家生活，時光恍如倒退，好像我們忘了打聲招呼就闖進別人家裡，而主人只是外出農忙還未歸來。闢景已久的農村公園雖然在高樓環伺的都市中，像是有點突兀的存在，卻又是在忙碌與嘈雜之中返璞歸真的私房景點

## 設施

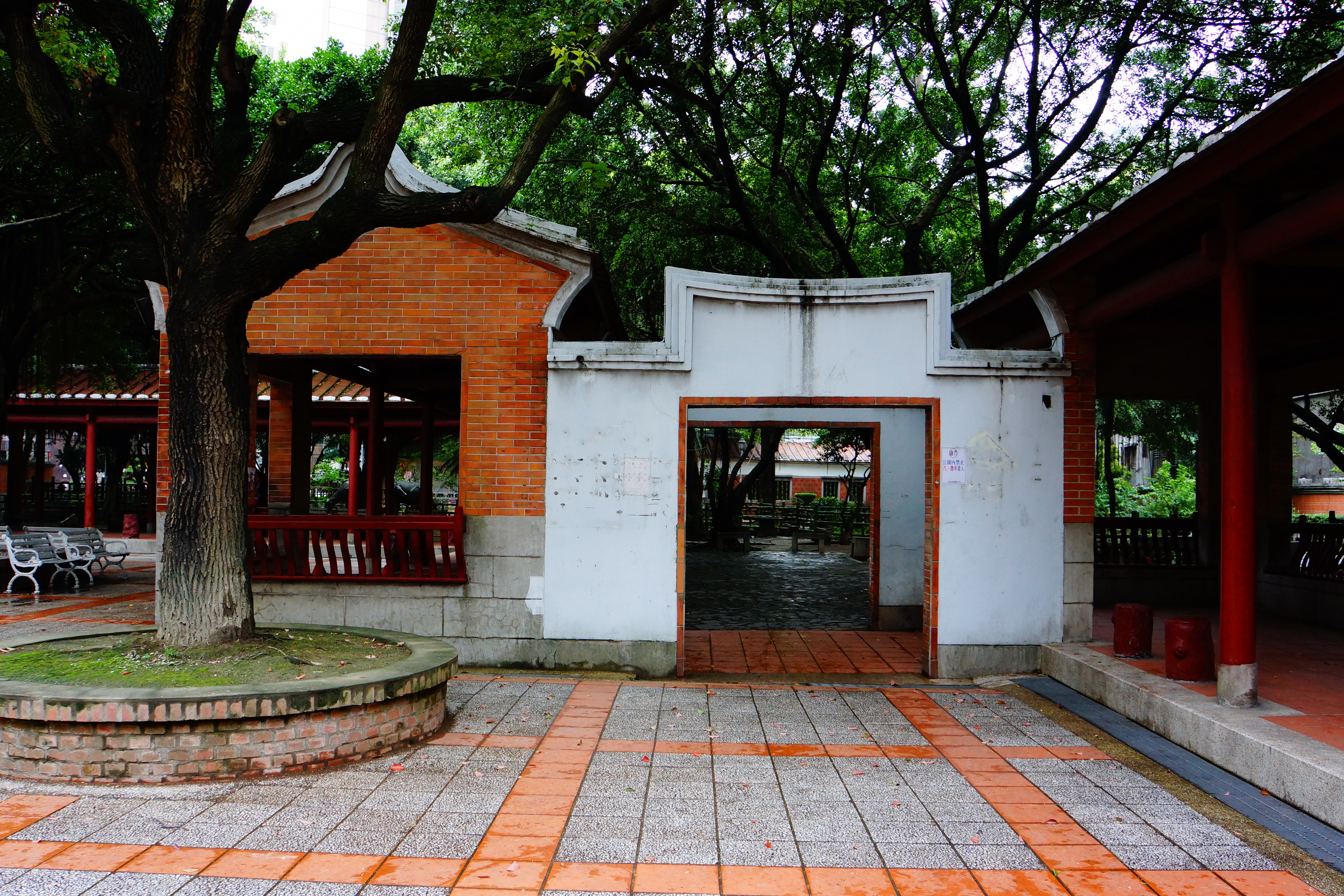
農村公園迴廊

內部主要分為長春園區、三合院、曲橋走廊、民俗戲台及景觀庭園區等五部分。三合院內展館展示著早期農業社會的擺設，包括大灶廚房、公嬤廳、木床臥房及犁田器具等。公園內有一百年老榕樹，枝葉繁茂，樹下有福德宮。
- 農村展示館
- 小橋、水池
- 三合院
- 迴廊
- 戲台、廣場
- 室外體健設施
- 男廁、女廁、無障礙廁所

## 交通資料
1. 公車：233、264、245、310、701，於江翠國中下。
2. 捷運：搭板南線，於江子翠站下。